# Tseng Kwong Chi
Tseng Kwong Chi (chinesisch 曾廣智 / 曾广智, Pinyin Céng Guǎngzhì, Jyutping Zang1 Gwong2zi3, * 1950 in Hongkong; † 10. März 1990 in New York) war ein US-amerikanischer Fotograf chinesischer Herkunft.

## Leben
Tseng Kwong Chis Vater diente in der Armee der Nationalisten im chinesischen Bürgerkrieg gegen die kommunistischen Revolutionäre und musste daher nach dem Regimewechsel aus China flüchten. Als Jugendlicher wanderte Tseng Kwong-Chi nach Kanada aus und zog 1978 nach New York.
Als er 1979 ein vornehmes New Yorker Restaurant in einem Mao-Anzug betrat, wurde er wie selbstverständlich für einen chinesischen Würdenträger gehalten. Im nächsten Jahr ließ er sich als kommunistischer Gesandter bei der Eröffnung einer Qing-Dynastie-Ausstellung des Metropolitan Museum of Art mit der Schickeria der New Yorker Kunstszene fotografieren. Diese "überall vorhandene Ignoranz der westlichen Menschen gegenüber Asien im Allgemeinen und China im Speziellen" inspirierte seine späteren Arbeiten als Fotograf. Er posierte in besagtem Anzug mit einer schwarzen, verspiegelten Sonnenbrille und einer gefälschten ID-Karte auf der Brust vor den bekanntesten amerikanischen Sehenswürdigkeiten.
Seine strenge militärische Haltung verleiht den Bildern bewusst eine ironische, humoristische Note.
Tseng war weiters auch für die Aufnahmen Keith Harings vergänglicher "street work" verantwortlich. Die beiden lernten sich im Frühjahr 1979 in New York kennen. Haring war von seiner Serie "Slut for Art", die Männer in Stripper-Outfits zeigte, begeistert und lud ihn in den damals bei jungen Künstlern beliebten Club 57 ein.
Tseng Kwong Chi starb am 10. März 1990 im Alter von nur 39 Jahren, wie sein guter Freund Keith Haring knapp einen Monat zuvor, an den Folgen einer Infektion mit dem HI-Virus.